# Павлюкевич, Арсений Васильевич
Арсе́ний Васи́льевич Павлюке́вич (1889, Слуцкий уезд, Российская империя — 4 апреля 1941, Варшава либо 20 октября 1941, Освенцим) — российский, польский и белорусский военный и общественно-политический деятель, по профессии врач. Считается деятелем белорусского национализма.

## Биография
Происходил из семьи священника Слуцкого уезда. Окончил медицинский факультет Московского университета. Во время обучения, по польским источникам, был членом монархической организации «Союз Архангела Михаила».
После завершения обучения и возвращения в родные места работал врачом в Слуцке. В 1917 году выступал и остро высказывался против поляков. В 1918 году входил в Слуцкий провинциальный комитет партии белорусских эсеров. В ноябре 1920 года возглавил обновлённый Слуцкий Белорусский Национальный Комитет и был руководителем его медико-санитарного отряда.
На съезде Случчины был соперником Владимира Прокулевича в борьбе за пост председателя Белорусской рады Слуцка. Во время Слуцкого восстания руководил больницей повстанцев. После поражения восстания, отказавшись сдавать оружие полякам, вместе с капитаном Хведченей, поручиком Мацели и группой молодёжи отступил от Мороча, последнего опорного пункта в Случчине, в Давид-Городок, где они всё же были обезоружены поляками. После этого Павлюкевич выступил с речью, в которой сказал, что белорусские солдаты освободят Белоруссию от «поляков и большевиков».
Впоследствии жил в Несвиже, Синявке, Вильнюсе (с 1920 года входившем в состав Польши). Участвовал в Пражской конференции в сентябре 1921 года. В 1922 году, согласно польским источникам, основал в Новогрудском воеводстве нелегальное общество «За Родину». В апреле 1922 года был арестован польскими властями в Несвиже. После освобождения на некоторое время отошёл от политики и занимался врачебной практикой. В 1920-е годы жил в Вильнюсе. Работал врачом в одной из польских воинских частей.
В 1924 году стал одним из основателей Временной белорусской рады, которая стала политическим противником левых белорусских партий (БСРГ, КПЗБ), и был избран её председателем. Также основал и возглавил ряд других белорусских (и формально полонофильских) организаций: «Прасвета», «Беларуская хатка», Белорусский комитет по делам самоуправления, Белорусская национальная Рада, Белорусская национальная партия.
Издатель «Общественного голоса», в 1926 году переименованного в «Белорусское слово». Начал в прессе кампанию с целью дискредитации Антона Луцкевича и выявления его связей с большевиками.
После переворота в Варшаве 15 мая 1926 года Временная Белорусская Рада на чрезвычайном заседании постановила выслать поздравительную телеграмму на имя Юзефа Пилсудского. Вскоре после телеграммы Павлюкевич лично выехал в Варшаву с целью получения поддержки и финансовой помощи со стороны нового правительства. Премьер Бартель, с которым разговаривал Павлюкевич, пообещал поддержку и помощь, однако потребовал большей активности и увеличения своего влияния в среде польских белорусов. После чего Павлюкевич в конце мая провёл агитационные митинги в Новогрудке, Барановичах и Несвиже, а представители Рады с целью ведения агитации выехали в Гродненский, Виленский и Лидский уезды. Наконец, 16 июня 1926 года Рада выступила с «Мемориалом Временной Белорусской Рады к пану премьеру Совета министров».
Считается[кем?], что был двойным агентом — польской разведки и советского ГПУ. Помогал Борису Коверде в подготовке покушения на советского посла в Польше Петра Войкова. В конце 1926 года из-за недостатка финансирования Рада Павлюкевича развалилась, а некоторые его бывшие соратники встали в оппозицию бывшему председателю. Типографии также отказывались печатать газеты из-за задолженности. В 1928 году как советский шпион был приговорён польским судом к 12 годам каторги. В сентябре 1939 года был заключён в концлагерь в Берёзе-Картузской и назначен одним из врачей в лагере.
После начала Второй мировой войны, согласно польским источникам, жил в Варшаве под вымышленным именем Яна Новицкого и принимал участие в деятельности польской подпольной военной организации «Wilki» (Волки). В конце 1940 года был арестован немцами, был или расстрелян 4 апреля 1941 года, или направлен в концлагерь Освенцим, где погиб 20 октября 1941 года.